# 実践
実践（じっせん、希: πρᾱξις, 独: Praxis）とは、一般に、自然や社会に対する人間の「働きかけ」のことで、抽象的思弁としての理論に対比される。ただし、広義の実践においては理論も含まれる。

## 実践概念の歴史的展開

### 実践概念の誕生

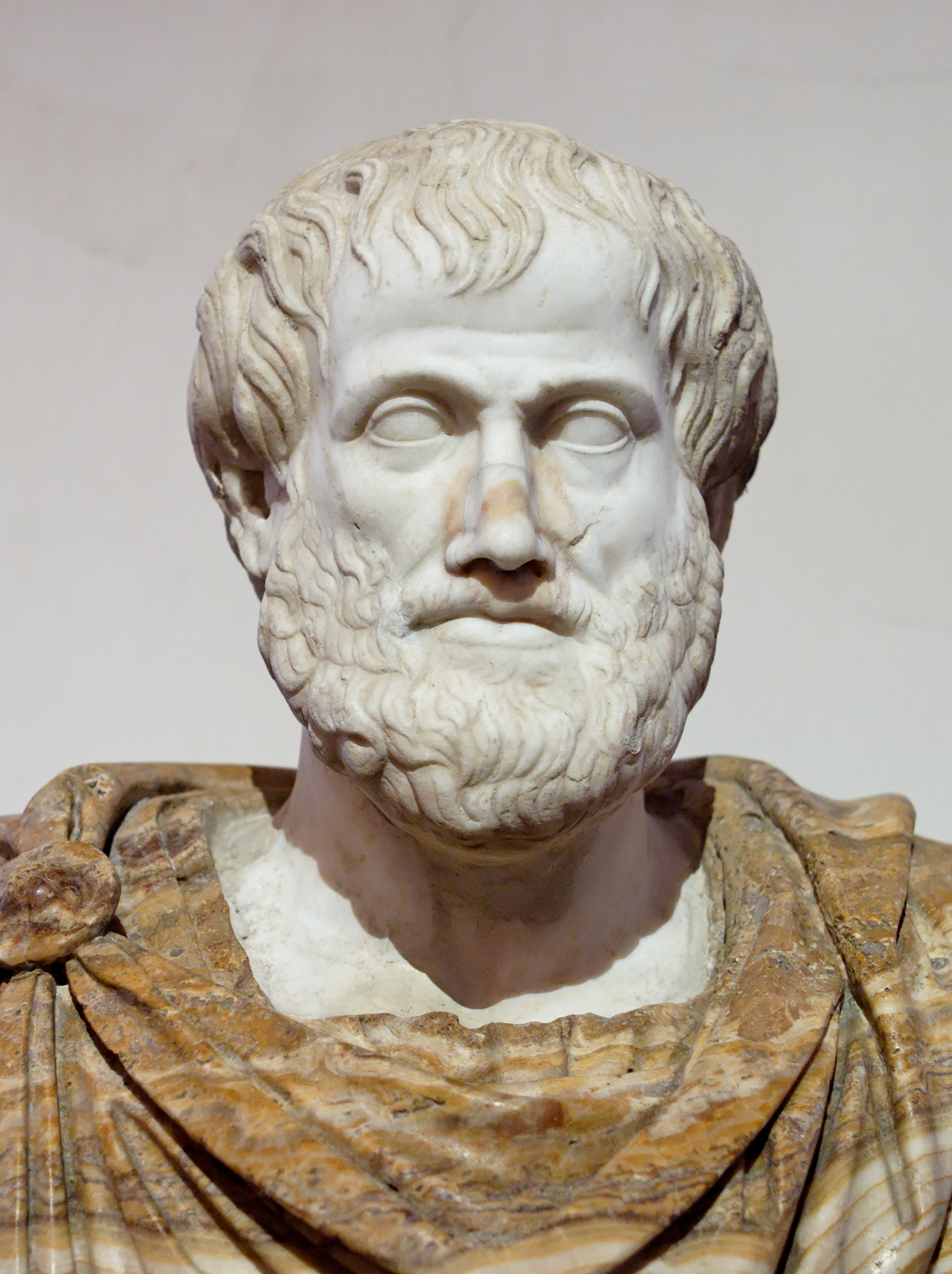
アリストテレス

西欧語では、"practice"（英語）、"Praxis"（ドイツ語）、"pratique"（フランス語）などとされる実践概念は、そもそもの出自はギリシア語で「活動」を意味するプラクシス（πρᾱξις）なる語にたどり着く。プラトンやアリストテレスなど、古代ギリシア哲学では、プラクシスをテオリア（観想）に対立させて理解した。すなわち、テオリアはロゴスによって永遠なる神やイデアを観想するものであり、プラクシスは流動的・一時的な感覚世界に属する人間の行為全般を捉えるものである。さらに、アリストテレスは、自然環境を対象とするポイエーシス（実用的な制作）との対比から、プラクシスを、人間社会を対象とする公共性を有した精神的な倫理的・政治的実践として捉えてもいる。
古代ギリシア哲学では、テオリアが重視され、実践はテオリアに奉仕するものであるとされたが、いずれにせよ、以上のテオリア、プラクシス、ポイエーシスの三区分は、後の西洋思想の大きな枠組みとなる。

### 中世における実践概念の変容

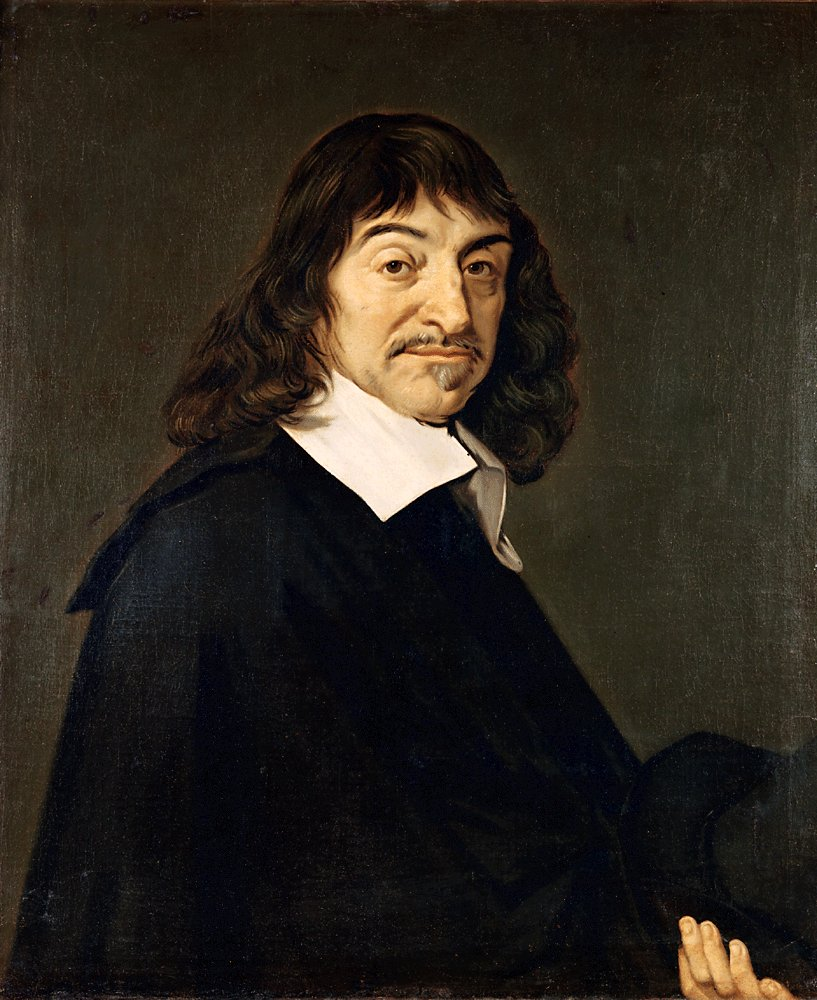
デカルト

中世キリスト教世界でも、基本的に、神に対する観想生活と世俗的な労働生活とを対比させる図式が続いたが、宗教改革の時代に入ると、倫理的な実践と労働とを結びつける考え方が広がり、さらには、フランシス・ベーコンの産業的実践論など、自然を対象とするポイエーティックな実践と理論的認識とのつながり（相関性）が自覚され、やがて、自然科学における理論と実践が、物質／精神のデカルト的二元論のもと、形而上学的思弁から切り離されていくことになる。

### カントの実践哲学

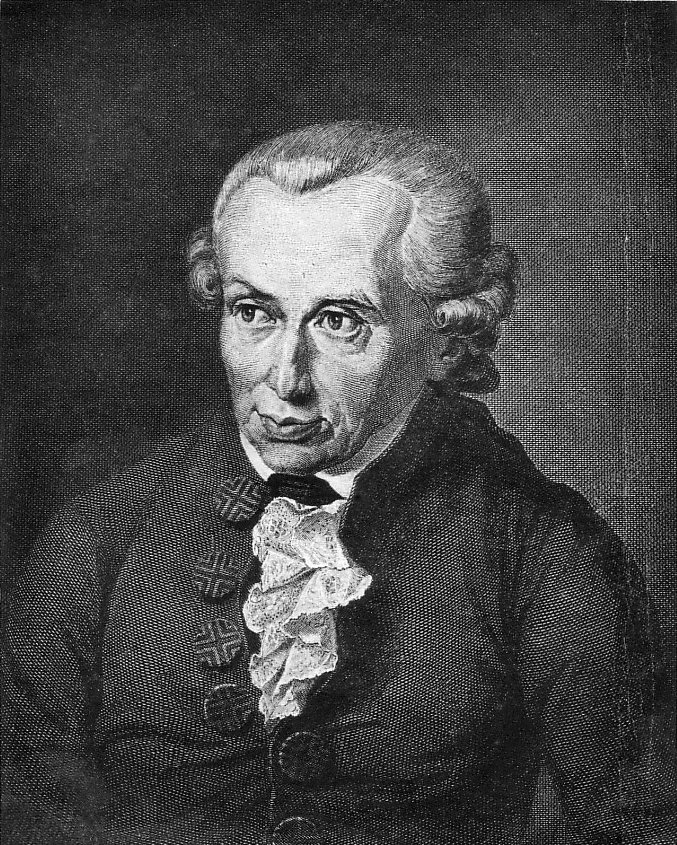
カント

近代に入ると、如上の自然科学の方法を人間社会に適用しようとする動きが出始める。これに対して、カントは、あくまで実践（プラクシス）の中心を道徳的な実践理性に従う倫理的実践に求めた。つまり、実践理性を、感性的・経験的動機に規定されるプラグマティックな理論理性による実践と区別し、科学や技術の進歩によっては支配されない主体の自由を強調したのである（実践理性の優位）。そして、こうした自由な道徳的実践が人間性の完成として結実する「理性の王国」が、人間の歴史的実践の目的とされた。

### マルクス主義にとっての実践

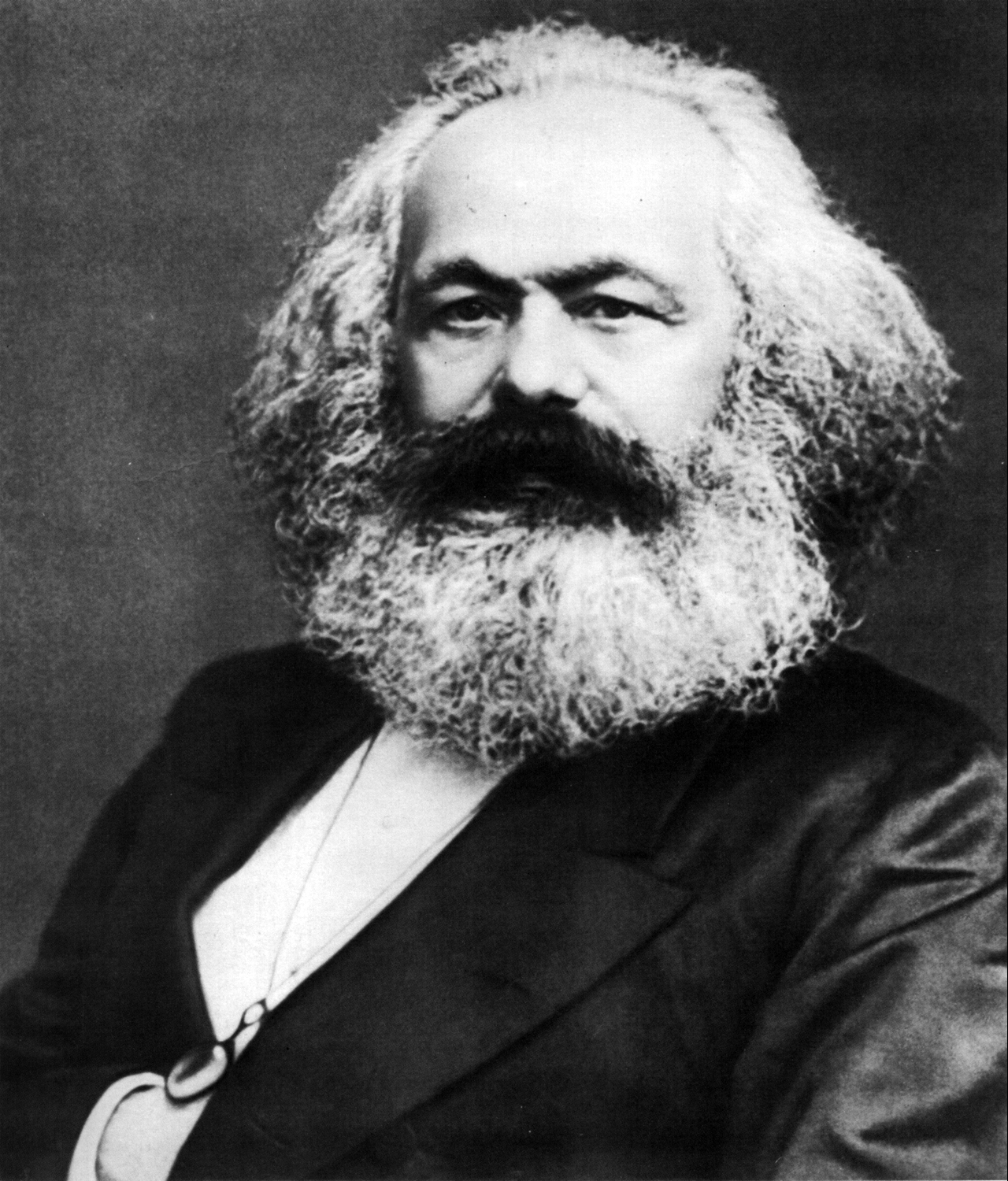
マルクス

こうしたカントの理論理性と実践理性の二分法に対して、マルクスは、歴史を「理性の自己運動と実践的な自己実現の弁証法」の過程として捉えるヘーゲル哲学を徹底させた。そして、物質的世界に対する労働実践をあらゆる認識と運動の根拠として、「労働の解放」と「労働からの解放」を主張するに至った。マルクス主義における革命的実践においては、実践によって理論が生み出され、理論によって実践が調整され組織化されるという「理論と実践の統一」があらわれるとされる。

### フランス現代思想における実践概念

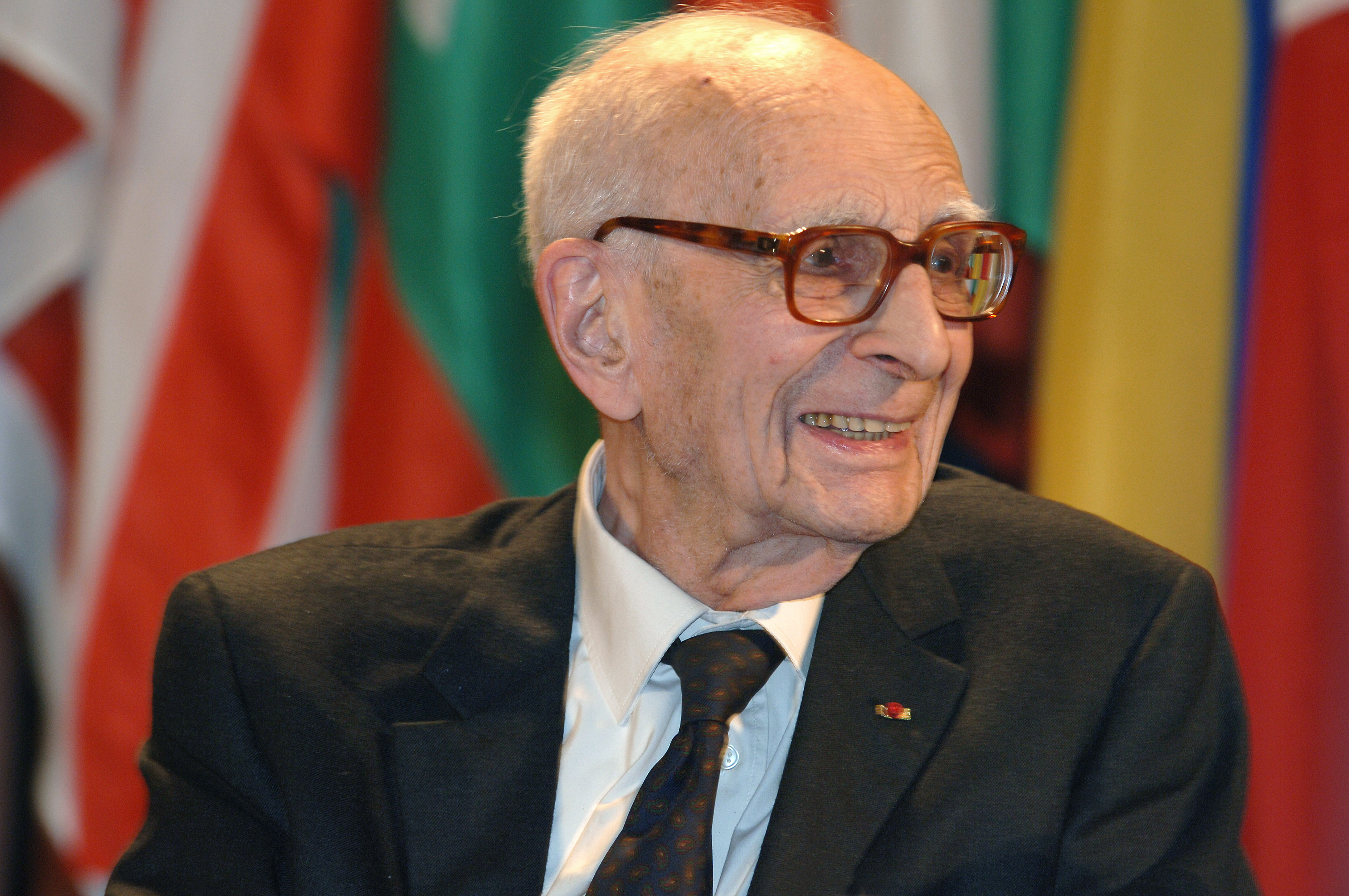
レヴィ＝ストロース

1960年代以降、フランス構造主義の展開のなかで、ドイツ語のプラクシス＝実践（Praxis）とフランス語のプラティック（プラチック）＝慣習的行動（pratique）の差異が問われることになる。たとえば、クロード・レヴィ＝ストロースは『野生の思考』のなかで次のように述べている。

概念の図式が慣習的行動（プラチック）を支配し規定している、と私が言うのは、時間的空間的に限定され、かつ生活様式や文明の形態について弁別的な非連続的事実という形で民族学者の研究対象にされている限り、慣習的行動は「実践」（プラクシス）とはいっしょにはできないからである。「実践」とは――少なくともこの点では私とサルトルの見解は一致するが――人間科学にとって根本的な全体なのである。
問題なのは、近代主義的、マルクス主義的な認識においては、目的意識的に実践化されていないプラティックは、支配に抑圧された無目的なものとみなされ、単純に乗り越えられるべきものとされてしまう点にある。アルチュセールやフーコー、ブルデューはこうしたプラクシス概念を嫌い、しかも客観主義的構造主義を離れ、あくまでプラティックの有り様を探究し続けた哲学者、社会学者として位置づけられる。したがって、こうした文脈では、"practice"や"pratique"を実践と訳すことはできないが、多くの邦訳書籍では、この差異を無視して一律に「実践」と訳されていることが多い。たとえば、ブルデューは次のように述べている。

一言指摘しておきますが、私はプラクシスという概念を用いたことは一度もありません。この語は、少なくともフランス語では、――かなり逆説的なことですが――いささか理論的誇張法の気配を帯びており、青年マルクス、フランクフルト学派、ユーゴスラビア・マルクス主義などのように、マルクス主義を洒落たものにしている言葉なのです。私は常に、単にプラチックについてのみ語ってきたのです。

### ドイツにおける実践概念の再興

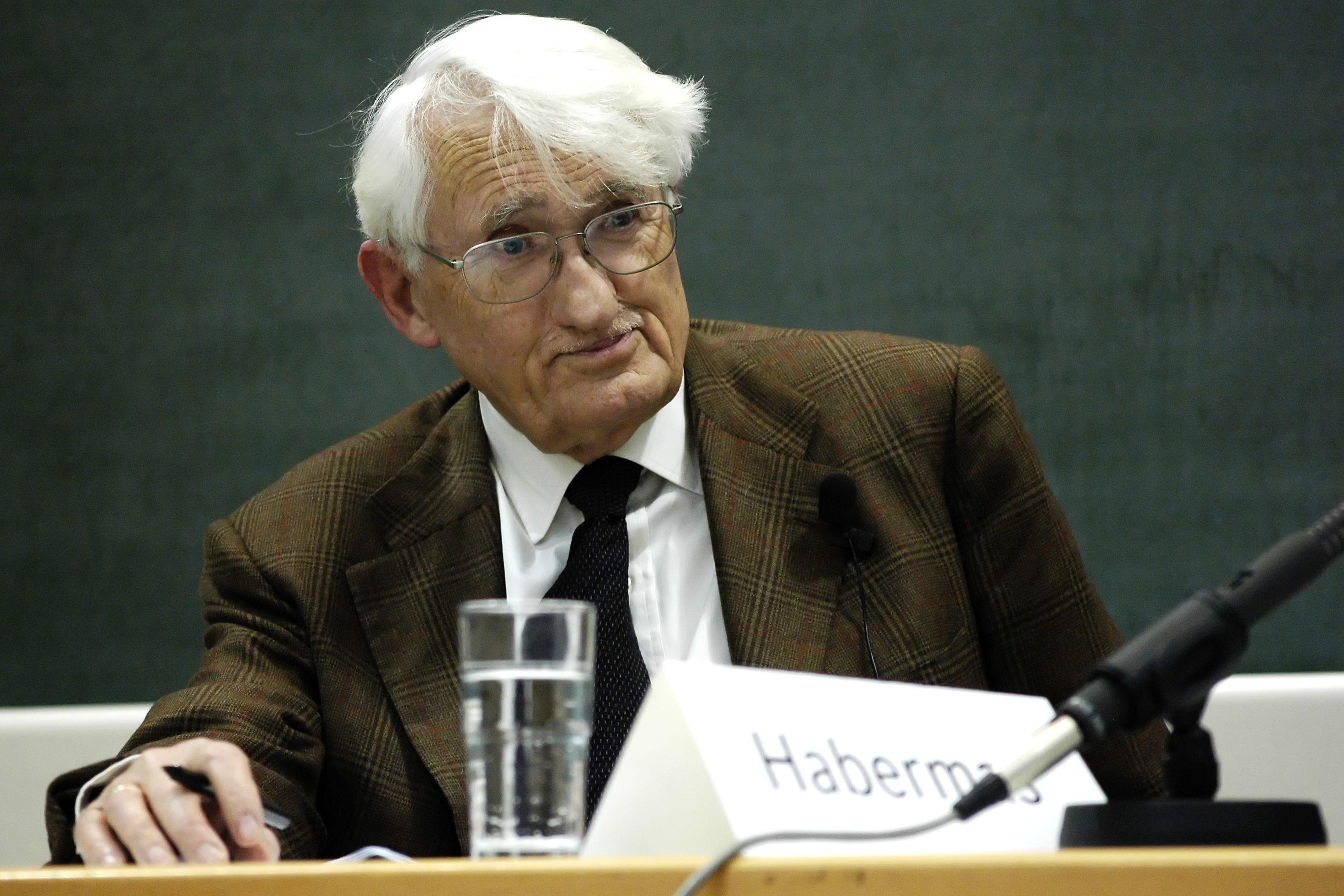
ユルゲン・ハーバーマス

他方で、旧西ドイツでは、1970年代に入ると、リーデルらの「実践哲学の復権」の流れがみられるようになる。この背景には、実証主義的な近代認識論において、客観主義的な理論概念の台頭のもと、実践は主観的・相対的なものであり、せいぜい理論の応用という技術的な問題に切り詰められてしまったという危機意識があった。
こうした流れを背景に、ユルゲン・ハーバーマスは、プラクシス／ポイエーシスの区分をコミュニケーション／労働の区分に置き換え、理論や道徳の基礎にコミュニケーション行為を位置づけ、実践概念を再構築する試みを行っている。